# Impfondo
Impfondo es una localidad de la República del Congo, chef-lieu del departamento de Likouala en el noreste del país. Dentro del departamento, la localidad está constituida administrativamente como un distrito.
En 2023, la comuna tenía una población de 38.240 habitantes.
Se ubica sobre la carretera P45, a orillas del río Ubangui que marca la frontera con la República Democrática del Congo. La carretera P45, que une Epéna con Bangui, no está conectada a la red de carreteras del sur del país por ubicarse en una zona de selva, por lo que la forma general de acceso a Impfondo es la vía fluvial.

## Historia
Antiguamente era conocida como "Desbordesville". Comenzó a ser una localidad importante en 1920, cuando los colonos franceses reorganizaron la zona tras la desaparición de Neukamerun, estableciendo aquí la sede de una circunscripción que también abarcaba la vecina localidad de Dongou. Su desarrollo urbano se ha basado en ser una parada de gabarras entre Brazzaville y Bangui. Desde la independencia del país, su ubicación remota entre una selva y una frontera fluvial le ha hecho padecer problemas de corrupción, así como incursiones violentas de grupos de soldados indisciplinados de la República Democrática del Congo. Los conflictos en el país vecino le han obligado a albergar varios campos de refugiados en sus inmediaciones.

## Clima
| Parámetros climáticos promedio de Impfondo | Parámetros climáticos promedio de Impfondo | Parámetros climáticos promedio de Impfondo | Parámetros climáticos promedio de Impfondo | Parámetros climáticos promedio de Impfondo | Parámetros climáticos promedio de Impfondo | Parámetros climáticos promedio de Impfondo | Parámetros climáticos promedio de Impfondo | Parámetros climáticos promedio de Impfondo | Parámetros climáticos promedio de Impfondo | Parámetros climáticos promedio de Impfondo | Parámetros climáticos promedio de Impfondo | Parámetros climáticos promedio de Impfondo | Parámetros climáticos promedio de Impfondo |
| Mes                                        | Ene.                                       | Feb.                                       | Mar.                                       | Abr.                                       | May.                                       | Jun.                                       | Jul.                                       | Ago.                                       | Sep.                                       | Oct.                                       | Nov.                                       | Dic.                                       | Anual                                      |
| ------------------------------------------ | ------------------------------------------ | ------------------------------------------ | ------------------------------------------ | ------------------------------------------ | ------------------------------------------ | ------------------------------------------ | ------------------------------------------ | ------------------------------------------ | ------------------------------------------ | ------------------------------------------ | ------------------------------------------ | ------------------------------------------ | ------------------------------------------ |
| Temp. máx. media (°C)                      | 31.1                                       | 32.5                                       | 32.5                                       | 32.4                                       | 31.7                                       | 30.5                                       | 29.6                                       | 29.9                                       | 30.3                                       | 30.3                                       | 30.4                                       | 30.8                                       | 31                                         |
| Temp. mín. media (°C)                      | 20.2                                       | 20.4                                       | 20.9                                       | 21.1                                       | 21.0                                       | 20.6                                       | 20.3                                       | 20.3                                       | 20.2                                       | 20.3                                       | 20.2                                       | 20.3                                       | 20.5                                       |
| Precipitación total (mm)                   | 71                                         | 88                                         | 166                                        | 168                                        | 173                                        | 161                                        | 147                                        | 172                                        | 179                                        | 211                                        | 182                                        | 79                                         | 1797                                       |
| Días de precipitaciones (≥ 1 mm)           | 5                                          | 6                                          | 9                                          | 11                                         | 11                                         | 11                                         | 11                                         | 13                                         | 14                                         | 16                                         | 13                                         | 4                                          | 124                                        |
| Humedad relativa (%)                       | 86                                         | 82                                         | 83                                         | 85                                         | 86                                         | 87                                         | 88                                         | 88                                         | 87                                         | 87                                         | 88                                         | 87                                         | 86.2                                       |
| Fuente: wetterkontor.de                    |                                            |                                            |                                            |                                            |                                            |                                            |                                            |                                            |                                            |                                            |                                            |                                            |                                            |